# Anton Mirantchuk
Anton Andreyevich Miranchuk - em russo, Антон Андреевич Миранчук (Slaviansk do Kuban, 17 de outubro de 1995) - é um futebolista russo que atua como meio-campista. Atualmente joga pelo Sion.

## Vida familiar
Anton é irmão gêmeo de Aleksei Miranchuk.

## Carreira

### Lokomotiv Moskv
Miranchuk se profissionalizou no Lokomotiv Moskva, em 2013.

## Seleção
Foi convocado para defender a Seleção Russa de Futebol na Copa do Mundo de 2018.

## Títulos
Lokomotiv Moskva
- Campeonato Russo: 2017–18
- Copa da Rússia: 2018–19
- Supercopa da Rússia: 2019